# Rotterdam Open 2017 - Qualificazioni singolare
Le qualificazioni del singolare del Rotterdam Open 2017 sono state un torneo di tennis preliminare per accedere alla fase finale della manifestazione. I vincitori dell'ultimo turno sono entrati di diritto nel tabellone principale. In caso di ritiro di uno o più giocatori aventi diritto a questi sono subentrati i lucky loser, ossia i giocatori che hanno perso nell'ultimo turno ma che avevano una classifica più alta rispetto agli altri partecipanti che avevano comunque perso nel turno finale.

## Teste di serie
1. Jan-Lennard Struff (ultimo turno)
2. Denis Istomin (ultimo turno, Lucky loser)
3. Mikhail Youzhny (primo turno, ritirato)
4. Pierre-Hugues Herbert (qualificato)

1. Sergiy Stakhovsky (primo turno)
2. Aljaž Bedene (qualificato)
3. Andrej Rublëv (primo turno)
4. Tobias Kamke (primo turno)

## Qualificati
1. Marius Copil
2. Aljaž Bedene

1. Evgeny Donskoy
2. Pierre-Hugues Herbert

### Lucky loser
1. Denis Istomin

## Tabellone

### Legenda
| - Q = Qualificato - WC = Wild card - LL = Lucky loser | - ALT = Alternate - SE = Special Exempt - PR = Protected Ranking | - w/o = Walkover - r = Ritirato - d = Squalificato |

### Sezione 1
|  | Primo turno | Primo turno        | Primo turno        | Primo turno | Primo turno |  |  | Ultimo turno | Ultimo turno       | Ultimo turno       | Ultimo turno | Ultimo turno |  |
|  |             |                    |                    |             |             |  |  |              |                    |                    |              |              |  |
|  | 1           | Jan-Lennard Struff | Jan-Lennard Struff | 6           | 6           |  |  |              |                    |                    |              |              |  |
|  |             | Albert Montañés    | Albert Montañés    | 1           | 0           |  |  | 1            | Jan-Lennard Struff | Jan-Lennard Struff | 3            | 4            |  |
|  |             | Marius Copil       | 6(1)               | 7           | 6           |  |  |              | Marius Copil       | Marius Copil       | 6            | 6            |  |
|  | 8           | Tobias Kamke       | 7                  | 63          | 1           |  |  |              |                    |                    |              |              |  |

### Sezione 2
|  | Primo turno | Primo turno   | Primo turno   | Primo turno | Primo turno |  |  | Ultimo turno | Ultimo turno  | Ultimo turno  | Ultimo turno | Ultimo turno |  |
|  |             |               |               |             |             |  |  |              |               |               |              |              |  |
|  |             |               |               |             |             |  |  |              |               |               |              |              |  |
|  |             |               |               |             |             |  |  | 2            | Denis Istomin | Denis Istomin | 68           | 3            |  |
|  | WC          | Niels Lootsma | Niels Lootsma | 3           | 3           |  |  | 6            | Aljaž Bedene  | Aljaž Bedene  | 7            | 6            |  |
|  | 6           | Aljaž Bedene  | Aljaž Bedene  | 6           | 6           |  |  |              |               |               |              |              |  |

### Sezione 3
|  | Primo turno | Primo turno       | Primo turno | Primo turno | Primo turno |  |  | Ultimo turno | Ultimo turno   | Ultimo turno | Ultimo turno | Ultimo turno |  |
|  |             |                   |             |             |             |  |  |              |                |              |              |              |  |
|  | 3           | Mikhail Youzhny   | 3           | 0           | r           |  |  |              |                |              |              |              |  |
|  |             | Evgeny Donskoy    | 6           | 3           |             |  |  |              | Evgeny Donskoy | 65           | 7            | 7            |  |
|  | PR          | Ernests Gulbis    | 6           | 7           | 6           |  |  | PR           | Ernests Gulbis | 7            | 64           | 610          |  |
|  | 5           | Sergiy Stakhovsky | 7           | 5           | 3           |  |  |              |                |              |              |              |  |

### Sezione 4
|  | Primo turno | Primo turno             | Primo turno | Primo turno | Primo turno |  |  | Ultimo turno | Ultimo turno            | Ultimo turno            | Ultimo turno | Ultimo turno |  |
|  |             |                         |             |             |             |  |  |              |                         |                         |              |              |  |
|  | 4           | Pierre-Hugues Herbert   | 67          | 6           | 7           |  |  |              |                         |                         |              |              |  |
|  |             | Ruben Bemelmans         | 7           | 4           | 5           |  |  | 4            | Pierre-Hugues Herbert   | Pierre-Hugues Herbert   | 7            | 6            |  |
|  | WC          | Botic van de Zandschulp | 1           | 6           | 6           |  |  | WC           | Botic van de Zandschulp | Botic van de Zandschulp | 63           | 4            |  |
|  | 7           | Andrej Rublëv           | 6           | 4           | 3           |  |  |              |                         |                         |              |              |  |